# محمد المولد
محمد المولد لاعب كرة قدم سعودي، يلعب في خط الدفاع لعب سابقاً في نادي الفيحاء.